# America's Best Comics

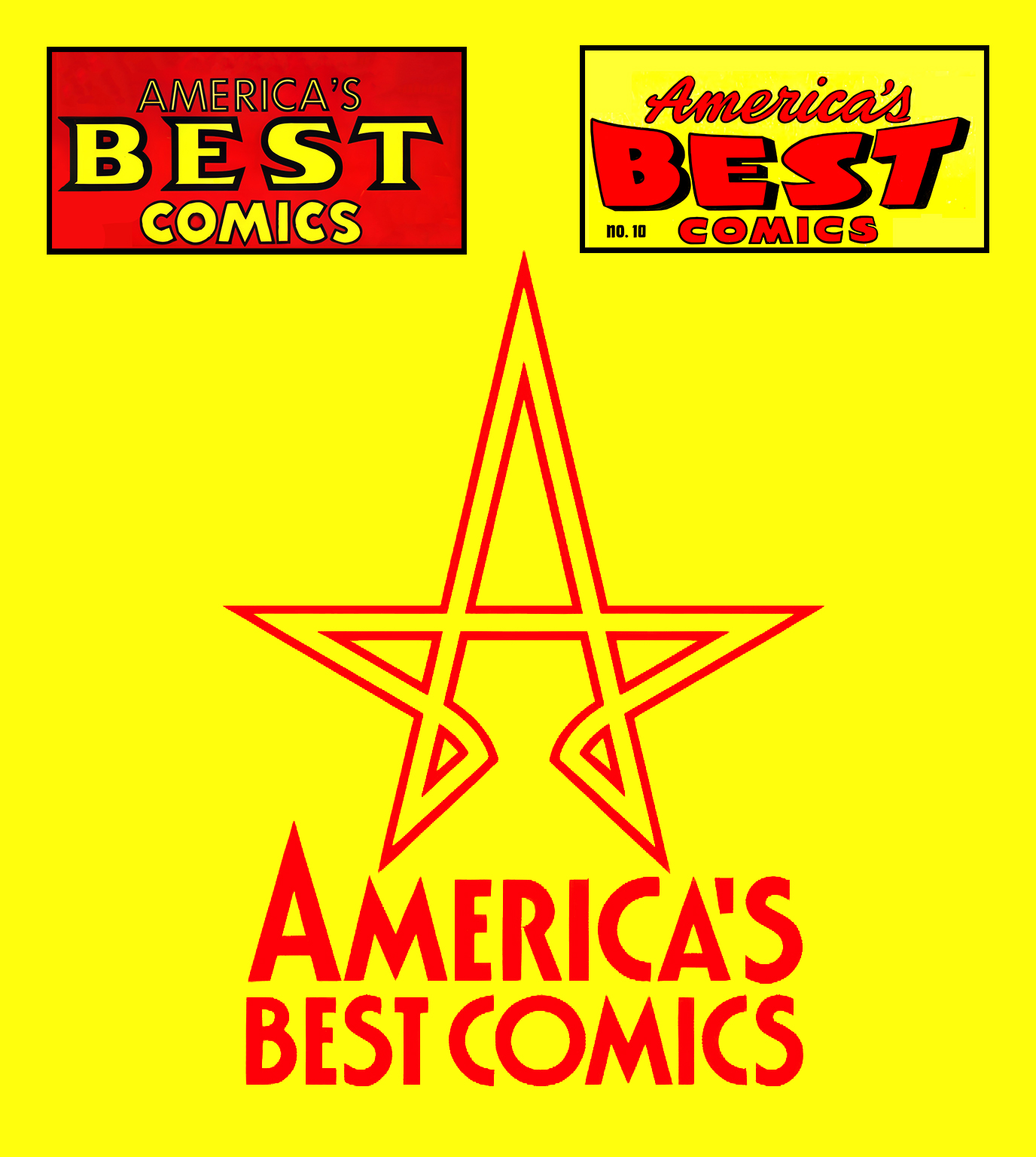

America's Best Comics (ou ABC) était une collection de bandes dessinées éditée par Wildstorm, créée en 1999 par Alan Moore sous l'impulsion de Jim Lee alors que son studio faisait encore partie de Image Comics.

## Historique
Moore lança sous ce label plusieurs séries très appréciées; la plus connue est The League of Extraordinary Gentlemen, qui regroupait plusieurs fameux personnages de fiction de l'ère victorienne. Il y avait aussi Tom Strong, un hommage aux héros des pulps comme Doc Savage; Top 10, l'histoire, à la manière de séries télé comme Urgences ou New York Police Blues, d'un commissariat de police dans une cité dont tous les habitants ont des super-pouvoirs; et Promethea, un des travaux les plus personnels de Moore qui exposait ses idées concernant la magie.
Peter Hogan et Rick Veitch eurent leurs propres mini-séries dérivées, respectivement Terra Obscura et Greyshirt: Indigo Sunset, et Steve Moore (aucun lien familial) coécrivit Tom Strong's Terrific Tales avec Moore.
Au nombre des artistes ayant collaboré régulièrement à la ligne, on trouve Kevin O'Neill, Chris Sprouse, Rick Veitch, J.H. Williams III, Gene Ha, Zander Cannon, Kevin Nowlan, Hilary Barta, Melinda Gebbie, Jim Baikie, Yanick Paquette, et Arthur Adams.
Le lettrage de tous les titres ABC était assuré par Todd Klein, à l'exception de The League of Extraordinary Gentlemen qui était confié à Bill Oakley.
Wildstorm fut plus tard vendu à DC Comics sans que Moore ne le sache, or Moore avait juré plusieurs années plus tôt qu'il ne travaillerait plus jamais pour DC.
Après que Lee se soit déplacé en Angleterre pour en parler avec lui, Moore, d'abord réticent, accepta finalement la nouvelle situation, ayant promis du travail à certains de ses amis artistes dans la défunte ligne Awesome Comics de Rob Liefeld.
Comme Moore l'a annoncé, l'univers du label se termine avec la fin du 32e épisode de Promethea, dans lequel l'univers ABC fait face à l'Apocalypse. Deux numéros spéciaux de 64 pages de Tomorrow Stories couronnent le tout.
Avant la parution de ces numéros, la ligne ABC s'est poursuivi encore un peu avec d'autres scénaristes. Tom Strong, par exemple, a été écrit par des auteurs invités depuis novembre 2003 : Peter Hogan, Geoff Johns, Mark Schultz, Steve Aylett, Brian K. Vaughan, Ed Brubaker et Michael Moorcock. Il existe aussi une suite à Top 10 baptisée Beyond The Farthest Precinct écrite par l'écrivain Paul Di Filippo et dessinée par Jerry Ordway, et ABC A-Z, une série de six one-shot scénarisés par Peter Hogan révélant les secrets des personnages ABC.
Les récents propos du producteur Joel Silver à propos de l'adaptation de V for Vendetta ont poussé Moore à cesser de travailler définitivement avec DC Comics. Les prochaines aventures de The League of Extraordinary Gentlemen qui ne font pas partie de l'univers ABC seront donc publiées par Top Shelf.

## Séries
Les titres suivis d'un* ont été traduits en français (entièrement ou partiellement) :
- America's Best Comics 64-page Giant (collection d'histoires courtes impliquant tous les personnages ABC) *
- ABC: A-Z six one-shot révélant les secrets des personnages ABC.
- America's Best Comic's Preview *
- America's Best Comic's Sketchbook (collection de sketches des principaux personnages par les artistes ABC)
- The League of Extraordinary Gentlemen *
- Promethea *
- Tom Strong *
  - The Many Worlds of Tesla Strong (épisode solo de 64 pages dérivé de Tom Strong)
  - Tom Strong's Terrific Tales *
  - Terra Obscura (série dérivée de Tom Strong basée sur de vieux personnages de Nedor Comics, écrite par Peter Hogan)
- Tomorrow Stories
  - Greyshirt: Indigo Sunset (mini-série dérivée de Tomorrow Stories, écrite et dessinée par Rick Veitch)
- Top Ten *
  - Smax (mini-série dérivée de Top 10) *
  - Top 10: The Forty-Niners (roman graphique dérivé de Top 10)
  - Top 10: Beyond the Farthest Precinct (mini-série de Top 10)